# Loreto-di-Casinca
 Loreto-di-Casinca  là một xã ở tỉnh Haute-Corse trên đảo Corse, Pháp. Xã này có diện tích 8,1 km², dân số năm 1999 là 234 người. Khu vực này có độ cao 630 mét trên mực nước biển.